# VIII Всесоюзный съезд Советов
Чрезвыча́йный VIII Всесою́зный съе́зд Сове́тов СССР проходил в Москве с 25 ноября по 5 декабря 1936 года, в последний день своей работы утвердил новую конституцию СССР, согласно которой высшим органом государственной власти СССР является Верховный Совет СССР (вместо Съезда Советов СССР, бывшего высшим органом по конституции 1924 года). Таким образом, это был последний съезд Советов.
На съезде присутствовало 2016 имевших право решающего голоса делегатов (включая 419 женщин). По социальному составу: рабочих 42 %, крестьян 40 %, служащих 18 %. Партийность депутатов: коммунистов 72 %, беспартийных 28 %. Делегаты представляли 63 национальности и были представителями советов всех советских республик, избранные по нормам: от городских советов — 1 депутат от 25 тысяч избирателей; от областных, краевых и республиканских съездов советов — 1 депутат от 125 тысяч жителей.

## Начало съезда
Съезд открыл "всесоюзный староста" М.И. Калинин, который во вводной речи историческим предшественником советского государства назвал пролетарскую Парижскую коммуну. "Победа Великой Октябрьской социалистической революции нашла свое законное выражение в Конституции РСФСР, принятой пятым Всероссийским Съездом Советов в 1918 г., в которую составной частью вошла «Декларация прав трудящегося и эксплуатируемого народа». Победивший пролетариат в союзе с беднейшим крестьянством законом оформил свою диктатуру, задача которой заключалась в уничтожении эксплуатации человека человеком и деления общества на классы, в беспощадном подавлении эксплуататоров и установлении социалистической организации общества", -- сказал Калинин. Первая конституция СССР 1924 года ознаменовала формирование нового государства, объединившего народы, однако она не могла отразить завоеваний социализма, что и надлежит сделать принятием новой конституции.
В президиум съезда избирается 30 человек: Айтаков Н., Акулов И. А., Андреев А. А., Ахун-Бабаев Ю., Блюхер В. К., Будённый С. М., Ворошилов К. Е., Ежов Н. И., Жданов А. А., Каганович Л. М., Калинин М. И., Киселёв А. С., Косиор С. В., Литвинов М. М., Любченко П. П., Микоян А. И., Молотов В. М., Мусабеков Г., Орджоникидзе Г. К., Петровский Г. И., Постышев П. П., Рахимбаев А. Р., Рудзутак Я. Э., Сталин И. В., Сулимов Д. Е., Хрущёв Н. С., Червяков А. Г., Чубарь В. Я., Эйхе Р. И., Шверник Н. М. Большинство избранных съезд приветствует аплодисментами и устраивает овации ближайшим соратникам Сталина и ему самому.
Утверждаются мандатная комиссия, порядок дня и регламент, согласно которому докладчикам предоставляется для выступления 2 часа, каждая группа из не менее 100 делегатов с решающим голосом имеет право выставить своего содокладчика. Для выступлений в прениях предоставляется в первый раз 20 минут, во второй 10 минут. Говорить к порядку допускается одному «за» и одному «против» не более 5 минут, по поводу предложений, подаваемых в президиум в письменном виде,  дается слово одному «за» и одному «против» по 5 минут. По мотивам голосования даётся 3 минуты на выступление. По предложению группы депутатов не менее 200 человек проводится поимённое голосование.

## Доклад Сталина
В первый день съезда с программной речью о проекте новой конституции СССР выступил И. В. Сталин. В его докладе содержался анализ коренных изменений в жизни страны, которые произошли с 1924 по 1936 годы и требовали принятия новой конституции.

## Дебаты
Съезд вначале принял за основу предложенный Конституционной комиссией проект конституции СССР. Для установления окончательного текста конституции с учётом поправок и дополнений, предложенных как в ходе 5-месячного всенародного обсуждения, так и на самом съезде, была образована Редакционная комиссия в составе 220 человек под председательством Сталина. 5 декабря 1936 года съезд на своём 12-м, последнем заседании единогласно утвердил представленный Редакционной комиссией окончательный текст конституции СССР, которая действовала до принятия конституции СССР 1977 года.

## Значение
Молотов 29 ноября 1936 года на VIII Всесоюзном съезде Советов сказал: 

У нас нет других чувств к великому германскому народу, кроме чувства дружбы и истинного уважения, но господ фашистов лучше бы всего отнести к такой нации, «нации» «высшего порядка», которая именуется «нацией» современных каннибалов-людоедов.